# Tadeusz Friedrich
Tadeusz Friedrich (* 7. Juli 1903 in Nowy Sącz; † 10. Oktober 1976 in Krakau) war ein polnischer Säbelfechter.

## Karriere
Tadeusz Friedrich gewann 1930 in Lüttich und 1934 in Warschau bei den Weltmeisterschaften mit der Mannschaft Bronze. Zweimal nahm er an Olympischen Spielen teil. 1928 erreichte er in Amsterdam mit der polnischen Equipe die Finalrunde, die er hinter Italien und Ungarn auf dem dritten Platz abschloss. Gemeinsam mit Kazimierz Laskowski, Aleksander Małecki, Adam Papée, Władysław Segda und Jerzy Zabielski erhielt er somit die Bronzemedaille. Bei den Olympischen Spielen 1932 in Los Angeles zog er mit der Mannschaft ein weiteres Mal in die Finalrunde ein, in der Polen erneut hinter Italien und Ungarn den dritten Platz belegte. Neben Friedrich gewannen Władysław Dobrowolski, Leszek Lubicz, Adam Papée, Władysław Segda und Marian Suski Bronze. Neunmal wurde Friedrich polnischer Meister.
Er war mit der olympischen Leichtathletin Felicja Schabińska verheiratet, mit der er zwei Töchter hatte. Friedrich beteiligte sich 1944 am Warschauer Aufstand und war nach seiner aktiven Karriere als Fechttrainer tätig.